# Adolf Insam
Adolf Tommaso Insam (Selva di Val Gardena, 4 agosto 1951) è un allenatore di hockey su ghiaccio, dirigente sportivo ed ex hockeista su ghiaccio italiano.

## Carriera

### Giocatore
Dopo le giovanili con l'HC Selva, da giocatore ha militato per tutta la carriera nell'HC Gardena di Ortisei, dove ha disputato le stagioni dal 1968-1969 al 1983-1984, vincendo quattro scudetti: 1969, 1976, 1980  e 1981.

### Allenatore
Ha cominciato ad allenare nel 1986 l'HC Selva, in serie B. Qui rimase tre anni, passando poi, sempre in seconda serie, all'HC Appiano (1989-1991), all'HC Gardena (1991-1993) e nuovamente all'HC Selva (1993-1996).
L'esordio su una panchina di serie A avviene nella successiva stagione 1996-1997 con l'HC Bolzano, con cui vince subito lo scudetto.
L'anno successivo, in seguito alla scomparsa in un incidente automobilistico di Bryan Lefley, Insam diviene allenatore della Nazionale italiana, dove già dal 1992 ricopriva il ruolo di assistente allenatore. Rimase alla guida degli azzurri fino al 2000, quando, su invito di Ico Migliore, passa all'HCJ Milano Vipers, che guiderà fino allo scioglimento, vincendo altri 5 titoli italiani consecutivi.
Rimase anche nella nuova compagine milanese, l'Hockey Milano Rossoblu, alternando il ruolo di allenatore a quello di dirigente.
Dal 2010-2011 è tornato sulla panchina dell'HC Bolzano, con cui ha vinto il suo settimo titolo da allenatore nel 2011-2012. Il 24 dicembre 2012 fu ufficializzato il suo ritorno all'Hockey Milano Rossoblu come nuovo capo allenatore, subentrando a Massimo Da Rin, rimasto nello staff della squadra.
Al termine della stagione 2013-2014 non gli fu rinnovato il contratto come allenatore, ma rimase ugualmente nello staff dirigenziale della società, con il compito di sviluppare i rapporti con i campionati esteri.
Nel maggio del 2015 accettò la proposta del Ritten Sport per diventare il nuovo direttore sportivo del club altoatesino. Venne confermato nel ruolo anche dopo il cambio al vertice della società col passaggio della presidenza da Thomas Rottensteiner a Roberto Rampoldi nel 2021, ma al termine del contratto biennale, nell'aprile del 2023, Insam decise di non rinnovare il contratto.

## Palmarès

### Giocatore
- Campionato italiano: 4

Gardena: 1968-69, 1975-76, 1979-80, 1980-81

### Allenatore
- Campionato italiano: 7

Bolzano: 1996-97, 2011-12
Milano Vipers: 2001-02, 2002-03, 2003-04, 2004-05, 2005-06
- Coppa Italia: 3

Milano Vipers: 2002-03, 2004-05, 2005-06
- Supercoppa italiana: 3

Milano Vipers: 2001, 2002, 2006